# 藤原岩市
藤原 岩市（ふじわら いわいち、1908年（明治41年）3月1日 - 1986年（昭和61年）2月24日）は、日本の陸軍軍人、陸上自衛官。
太平洋戦争においてF機関を指示し、チャンドラ・ボースらと共にインド国民軍の編成や戦後のインド独立に大きな役割を果たした。そのため、インド独立運動に携わり「インド独立の父」と呼ばれるマハトマ・ガンディーに対して、藤原はボースと並び「インド独立の母」とも呼ばれる。

## 経歴

### 戦前
藤原為蔵の二男として兵庫県多可郡（現在の西脇市黒田庄町喜多）に生まれる。柏原中学校を卒業し、陸軍予科士官学校を経て、1931年7月、陸軍士官学校（43期）を卒業、同年10月、陸軍少尉任官、歩兵第37連隊付となった。天津駐屯歩兵隊付、豊橋陸軍教導学校付などを経て、1938年5月、陸軍大学校（50期）を卒業。歩兵第37連隊中隊長、第21軍参謀、留守第1師団司令部付を歴任。
名の由来は従兄の「峯市」に倣ったもの。藤原は親から貰った「岩市」を安っぽいと感じていた。藤原は名前のせいで中学の同僚に「ガンイチ」「ガンジー」とからかわれたというが、友人側からの証言はなく、インドに引っ掛けた冗談なのかは不明。当時の友人によると、あだ名は「マンモス」だった。柏原中学校時代の藤原は大柄で、クラス80名中一番の巨漢であったという。学力は上から2、3番で、特に国語と歴史は首席の生徒より得意であった。中学時代は剣道部副将で、昭和10年に天津歩兵連隊剣道大会で優勝した経験がある。ただし、柔道は未経験だった。そのため、中学組だった藤原は幼年学校出身者の同期相手には不利だった。高田清は陸士第四十三期時代の藤原について「あの巨体を投げ飛ばして気の毒な気がした」と述懐している。また、語学でも幼年学校出身者はドイツ語、ロシア語、フランス語などを既に学んでいたが、中学組は語学教育が遅れる立場であった。中学組で英語のできる者は英語コースに回され、出来ない者は中国語に振り分けられた。藤原は中国語コースに回されたが、それすらほとんど覚えられなかったという。一方、運動時間の行程で藤原は同期の横沢三郎と教科書の棒暗記を競演しあい、仲間を驚かせたことがある。
1933年（昭和8年）、藤原は天津海光寺兵営で軍戦車隊長に任命された。当時の天津駐屯戦車隊は、上海事変の時鹵獲したイタリア製のフィアット戦車3両とイギリス製ガーデンロイド装甲車5両から編成されていた。これらの装備は普段秘匿扱いとされ、いざというための奇襲用であった。そのため戦車の整備、訓練は車庫内で行われ、操縦は営内に現地人がいない早朝、または夕方遅くに実施していた。マニュアルはなく、訓練は体験による伝授であった。藤原はこの訓練を数回繰り返し、全身汗だくになりながら上官の太田庄次に「相当なものですね。これを毎日続けたら殺されてしまいますね」と冗談を言っている。藤原は「愛国一号」と呼ばれた戦車に乗ると、はりきった様子だったという。
1937年（昭和12年）8月中旬、藤原は高師ヶ原で夜間演習中、照明弾の暴発により重傷を負った。この事故は照明弾の導火掌を着火していた下士官を藤原が無断喫煙だと誤解し、驚かせた直後に発生した。藤原の口元に直径10㎝のボール型照明弾が直撃し、上下八本の歯が吹き飛び下唇が剥がれかける惨事となった。藤原は昏倒したが意識はあり、苦痛に耐えながら豊橋衛戍病院まで移送された。筆談で麻酔の省略を希望し、速やかに下唇を18針縫合した。主治医によると、あと1cm上方の鼻筋に命中していれば致命傷になったという。藤原は涙を流し謝罪する下士官を見て傷付けたくない心境になったという。下士官は戦後、大阪一流の旅館の主人となり、藤原と交流を続けた。

### 太平洋戦争
藤原はもともとは情報畑の人間ではなかった。1939年、服部卓四郎によって中国から呼ばれて参謀本部入りし、作戦参謀となる予定だったが、当時藤原がチフスを患っていたことで、そのころは皇族も在籍していた作戦課ではまずいということになった。それで謀略・宣伝を担当する別の課（第8課）に配属されることになったという。
陸軍中野学校の教官も兼務しながら、任務の性格について勉強していたが、南方作戦の実施が参謀本部の中で本決まりになってくると、8課では現地における宣伝戦について調査企画することを藤原に命じ、藤原は嘱託の民間人十数名を集めて調査研究を開始した。日本における現地情報の不足に直面した藤原は、自ら偽装身分で現地に入って情報と資料を集めた。また、民間の作家、記者、芸術家などを進軍先に連れて行って思想戦に資することを提案し、認められた。いわゆる報道班員である。

#### F機関編成
藤原は戦後、「大東亜戦争はアジアの解放ということだったという考えについて、どう思っていらっしゃるのか」という問に対し、「日本の自存自衛の戦争やね。それを大東亜共栄圏というオブラートで包んだ」と回想している。
日本と米英関係が悪化した昭和15年暮れ、3人のインド人独立運動家が香港の監獄へ脱走し、広東の日本軍司令部に駆け込んだ。3人はバンコクまでの亡命を希望し、扱いに迷った広東軍司令部は参謀本部に連絡、神戸行きの船に乗せた。この時3人の世話を命じたのが藤原だった。藤原は希望通り3人を三井丸に乗せバンコクへ送ると、彼らはタイ国通材武官の田村浩大佐のもとを訪れ謝礼し、秘密結社、インド独立連盟の存在を明かした。
太平洋戦争開戦が迫る昭和16年9月、東京でF機関（藤原機関）が編成された。藤原に与えられた部下は中野学校出身の軍人6名、直後に専門学校在学中の通訳1名が決定した。更に現地在留経験のある邦人軍属が加わり工作が開始された。藤原は外務省嘱託の山下浩一を名乗り、山口とタイへ渡った。残りの将校、下士官も宿泊先が決まると追って現地へ飛んだ。
軍人
|   | 氏名     | 偽名・肩書                   | 1941年当時の身分 |
| - | -------- | ---------------------------- | ---------------- |
| 1 | 山口源等 | 山田一（外務省嘱託）         | 中尉             |
| 2 | 土持則正 | 林静胡（大南公司社員の外人） | 大尉             |
| 3 | 中宮悟郎 | 中野悟堂（日高洋行の社員）   | 中尉             |
| 4 | 米村弘   | タイランドホテルのボーイ     | 少尉             |
| 5 | 瀬川清治 | 三菱商事社員                 | 少尉             |
| 6 | 滝村正巳 | 在タイ武官室書記             | 軍曹             |

軍属・通訳
|    | 氏名       | |
| -- | ---------- | --- |
| 7  | 石川義吉   | 東京外語大学の学生。いきなり軍に徴用され、軍事教練も未経験であった。 |
| 8  | 増淵佐平   | 渾名・スマトラの生神様。 |
| 9  | 岩田重遠   | 偽名・田代。前科者。 |
| 10 | 太田黒又男 | シンガポール日本人学校教師・通訳。 |
| 11 | 田島未明   | 昭和商事・通訳。信州佐久出身。インド研究に専念していた「青年アジア同盟」の一員。インドの思想、風俗に熟知していたという。田中正明によると田島はプリタム・シンと共に飛行機事故で死亡したというが、藤原機関関係者の回想録やその他の資料に田島の名前は無い。 |
| 12 | 北村義夫   | 当時石川と同年齢で23歳。シンガポールの日本企業に勤務していたという。マレー語に堪能していた。北村はいつも白いマフラーを首に巻き、にやけた顔に白い歯を光らせながら単車に乗って飛び回ったという。マレー作戦参加後、土持大尉率いる藤原機関ビルマ工作班に従事。岩畔機関へ変わると中瀬紀甫軍曹と共にメイミョー出張所に配属、塚本少尉、タカル・シンと共にジープで北ビルマの主要都市を転々し、インド独立連盟結成に注力した。終戦後、藤原は英軍の尋問で北村のその後について陸軍に招集されたが場所は不明と答えた。尚、ビルマ戦線を生き延びた福永勝美によると、1944年8月初旬、北村義夫上等兵という者がシッタン河を目前にマラリアで倒れ、銃口に口を咥え足に引き金を引いて自決した話を聞かされたという。1961年4月29日に行われた藤原機関慰霊祭に北村の名前が読み上げられておらず、自決した兵が同一人物なのかは不明。 |
| 13 | 神本利男   | ハリマオ工作担当。 |
| 14 | 谷豊       | ”マライの虎・ハリマオ”と呼ばれた盗賊。 |

藤原がタイに到着するとタイ南部在留邦人、マレー半島から引き揚げた邦人、大南公司の社員である台湾人2名（氏名不詳）に増員された。また藤原の回想録で耿、丁という人物、F機関作成書類「馬来工作に関する報告」では鄭、劉という工作員の名前が確認できる他、F機関の集合写真に崔という地元華僑が写されている。ペマ・ギャルポによると、チャバンというチベット人もいたという。
タイ南部在留邦人
|    | 氏名     | |
| -- | -------- | --- |
| 15 | 長野正一 | 1917年出生。マレー出身。現地実業家、芝儀一の養子として育つ。シンガポール、ボルネオ等各地を転々して過ごし、16、7歳頃から不良仲間に入る。英語、マレー語、タイ語、中国語、インド語に堪能であり、芝の自宅で田村浩と知り合う。1941年時点でナラティワートに居住し、芝洋行に勤めていた。谷豊とは個人的な付き合いがあり、神本に谷を紹介したのも長野であった。この時長野の義兄「川崎」が介在し、バンナラからサイプリにいる「乙守」に連絡、谷の居場所を特定したという（仲介者の一人は乙守錨とみられ、医者、売薬をしながら家族三人で暮らしていた）。現地医者で通訳として徴用された瀧川虎若によると、当時戦線で活躍したのは谷、長野、湖南だったという。藤原の証言では瀬川、橋本と共にコタバルで活動したとされるが、瀬川は開戦直前に事故死した説があり、真相は不明。また、瀬川と行動した人物に「永野」という記述がみられるが山本節は長野と関りがあるのか判然としないとした。長野は儀一の弟、芝浩の下で鮫島ムネスケと共にコタバルで自転車やダム建設の機材調達を行ったという。ウィリアム・L・スワンによると、パタニに”Nagano”という人物が家族と暮らしており、その息子は現地方言のパタニ・マレー語を使いこなしたという。開戦直前、シンゴラ領事の勝野敏夫と伊藤啓介は情報活動の際”Nagano”と面会したという。開戦後、伊藤がF機関員として合流した際、”Nagano”と再会した。F機関関係者側の証言では乙守、湖南、芝浩、鮫島に関する記述は見られず、別組織に属していたか、F機関を介さず行動していた可能性がある。マレー作戦以降、長野は光機関に所属した。終戦後は鈴木退三と共にバンコク付近のバン＝バートンに収容された。その後の動向は不明。1995年時点で故人。 |
| 16 | 永野     | 本名不詳。マレー語に堪能。マレー作戦時、瀬川少尉、橋本と共にコタバルで行動し、侘美部隊を支援したとされる。戦果は瀬川の事故死説から捏造の可能性がある。赴任先が長野と重複しており、同一人物の可能性がある。しかし、藤原が1967年に出版した回想録、再販した著書でも永野と表記されており、別人説も否定できない。 |
| 17 | 石井     | 本名不詳。藤原と集合する写真が残されている。秋永芳郎によると、石井は南タイに永く在住し、マレー語に堪能であったという。シンゴラでF機関で働きたいと志願し、臨時の機関員となる。谷豊と共にペラク河にあるチェンデロウ湖ダムと、クワラカンサルにある大鉄橋の爆薬撤去に従事したという。しかし鉄橋の爆破阻止は谷のマラリア悪化により失敗した。ムスタファ・フセインによると、石井は日本の有力者一家出身でウルドゥー語を知っていたという。国塚一乗によればいつもニコニコと仕事をしていたという。「南暹羅地方邦人数表（昭和9年3月11日現在調）」によると、タイ南部パタニーに石井袈裟松という洗濯業者がいた。 |
| 18 | 小野     | 本名不詳。推定40歳程。野村貿易と大南公司の社員としてナラティワッ（ナラティワート）に住んでいた。記録ではナラティワートのバンナラに大南公司の支店が存在した。現地でゴム商人をしており、神本と共に工作活動を展開した。谷に送金活動をしていたが、勝手に自転車購入に使われた際は激怒している。藤原と集合する写真が残されている。藤原の訊問記録によると、小野は1942年2月にシンガポールの機関本部に現れ、瀬川の下で働いたと主張したが、裏取りできなかったためコタバルの軍政部に送り返したという。尚、訊問記録の見出しには何故か”Onoda”と記載がある。戦後、消息不明。国塚一乗によれば、コロンボの小野商会の一族の可能性があるという。 |

マレーから引き揚げた邦人
|    | 氏名         | |
| -- | ------------ | --- |
| 19 | 鈴木退三     | 1901年生、2002年時点で故人。17歳の時シンガポールで古鉄の輸出と写真撮影事業を始める。英語、マレー語、タイ語に堪能であった。1936年頃、逮捕された谷の通訳として招集され、英警官に妹静子の事件について憤る様子を目撃する。谷から「アバン（兄貴）」と呼ばれていた。ムスタファ・フセインによると、鈴木は現地スルタン、イスカンダル･シャーと交流があり、ペラ州全域で狩りをしていたという。開戦後はペラ州スルタン、アブドゥル・アジズを捜索、保護した。終戦後はバンコク付近で収容される。その後、米国の原爆調査委員会の課長となる。後年朝日新聞社、中野不二男、山本節の取材に応じ、Ｆ機関関係者では数少ない民間人証言者となった。 |
| 20 | 椎葉         | ケダ州で20年近く雑貨商を営んでおり、サルタンの王宮にも度々出入りする当時60歳の人物。当時の資料では椎葉兼次郎という雑貨商が存在し、アロースターにあるケダ―日本人会の会長であった。兼次郎は1885年8月25日に熊本県天草郡高濱村で出生していた。椎葉が属していた日本人会は王室の祝賀会に度々出席していた。昭和5年の資料では「椎葉兼四郎」と記載があり、乙守錨の氏名もある。ハジ・イブラヒム・イスマイルによると、王室に近い人物で”K.Shiiba”という日本人が存在し、食器や子供玩具を売りながら諜報活動をしていた記録があり、写真も残されている。モハマド・ヌールの文献では”K.Shiiba”は藤原の工作員であり、非常に安価なガラス板を売っていた。この人物は1936年から1943年まで”Kedai36 Jalan Raja”に居住していたという。日本側の資料では椎葉商店はジャヤンラジャ三八にあったとされる。また椎葉兼次郎と”K.Shiiba”の氏名が併記された資料があることから同一人物とみられる。山本節は椎葉の本名を「椎葉佐平」と記しているが、情報元は不明。1961年時点で故人。 |
| 21 | 大田（太田） | 本名不詳。1961年時点で故人。藤原と集合する写真が残されている。藤原より年上だったと思われる。藤原は1967年に出版した回想録で「太田」と表記していたが、後年再販された著書で「大田」と修正している。マレーシア初代大統領トゥンク・アブドゥル・ラーマンとマレー独立運動家ムスタファ・フセインによると、大田はケダ州アロースターの理髪師だったという。シンガポール陥落後、F機関を訪問したラーマンに自宅を宿舎として提供した。ラーマンによるとテニスが上手であったという。任務後はマレー軍政監部職員となる。尚、当時の名簿資料には現地に大田仙吾という人物がいた。日本側の資料では太田理髪店という店がアロースターのジャラン・カンチウ四に存在した。 |
| 22 | 山下         | 本名不詳。1961年時点で故人。藤原より年下だったと思われる。ムスタファ・フセインによると、山下はクアラルンプールのBatu Roadにある”Taiaan and Co”で働いていたという。職場の床下のタイルに日の丸の旗を隠し、敵が撤退すると旗を立てて日本軍に占領地であると伝えていた。尚、当時の名簿資料には現地に山下紋太郎という染色業者がいた他、クアラルンプール・バト路六八に山下洗衣店という洗濯業の店が存在した。同じくクアラルンプールのBatu Rdに山下政太郎という者が「山下護謨園」を経営していた。 |
| 23 | 橋本         | 本名不詳。ムスタファ・フセインによると、橋本は少年だったというが、藤原の訊問記録では27歳で、マレーシアの日本企業で働いていたと記されている。また藤原と集合する写真が残されているが、橋本とされる人物は少年ではなく老け顔の男性が写されている。開戦時、瀬川清治少尉と行動を共にしたとされるが、瀬川は開戦前に事故死した説があり、弔慰金のため戦果が捏造された可能性が指摘されている。橋本は侘美支隊支援のため、現地住民から渡河材料を準備したといい、パハンのサルタン一族を救出してクアラルンプールの軍司令部まで護送したという。1942年3月5日、橋本は増渕を補佐するため、猿渡という人物と共にスマトラ輸送船団に乗船。現地の軍政監部職員となった。その後の消息は不明。 |

開戦後充足された機関員
|    | 氏名              | 1941年当時の身分                                     |
| -- | ----------------- | ---------------------------------------------------- |
| 24 | 国塚一乗          | 少尉                                                 |
| 25 | 伊藤啓介 (外交官) | 開戦前はシンゴラ領事官、開戦後は軍属として国塚を補佐 |

F機関では階級より年齢が重視され、山口が副官、土持の方が下の立場となった。彼らは商社員、ホテルのボーイに扮して各種工作を準備し、開戦後ただちに軍服に着替えて戦地に赴いた。この時遅れて到着した石川は、初対面の藤原に合流すべくバンコクの隠れ家へ向かったが、藤原が白いパンツ姿で現れたため「暴力団のボスではないか」と驚愕した。藤原は瀬川に石川を指導させ、ピストル射撃や格闘技訓練を学ばせた。そして「死ぬな、恩給は出ないが待遇は考慮する」と相談に乗った。
タイ、マレーに居住していた民間邦人工作員らは戦争直前に集められ、理由を聞かされずバンコク発サイゴン行きの飛行機に乗せられた。皆飛行機は初めてらしく不安げで落着きがない様子であった。飛行中に添え乗の将校から招集の理由と各人の任務の概要の説明があり、改めて封筒入りの命令書をひとりひとりに渡された。この命令書には配属される部隊名と任務が書かれてあった。それまで沈んでいた雰囲気が急に明るくなり、各人戦争への参加と任務の情熱で興奮気味の状況となった。サイゴン到着時は足どりも軽やかに各部隊へ散っていった。
11月中旬、シンガポール総領事館からマレー青年連盟に関する情報が田村、藤原のもとに届いた。同月下旬にバンコクへ引き揚げてきた鶴見憲総領事がイブラヒム・ヤーコブを藤原と接触させ、マレー人による独立運動を計画した。12月1日頃、ケダ州サルタンと人脈を持つ椎葉が藤原の下に派遣される。このサルタンを通じてマレー人と日本軍の親善を構築する計画が練られる。しかしマレー青年同盟はサルタンを敵視しており、糾合への懸念が生じた。
バンコクへ着任した藤原は田村大佐からインド独立連盟の存在を知らされ、漬物小屋の二階に本部を置くインド独立連盟の本部を訪問し、プリタム・シン書記長とアマール・シンに出会う。その組織はタイ・マレー、シンガポールシンガポール、上海、香港、ベルリン、ニューヨークにも支部があり、チャンドラ・ボースの革命理論を実践する組織であった。数度の会合と折衝が行われたが、その最中に山口がポルノ上映会を企画し、プリタムシンとの会合を石川が先延ばししようとしたため、藤原は石川に激怒し、徴兵検査の名目で日本へ送り返した。12月1日、田村とプリタム・シンの間で反英独立闘争のメモランダムが署名された。

### 開戦
1941年（昭和16年）12月8日、日本軍がタイ国進駐を開始する。同日、日本軍はマレー半島のコタバルへ上陸、太平洋戦争が開戦する。この時マレー青年同盟のアブドゥル・カディールが日本軍と接触する。一方、イブラヒムはじめマレー青年同盟150名が植民地政府に逮捕される。同月10日、藤原とプリタム・シンが空路マレーのシンゴラへ進出し土持、増渕、岩田と合流する。軍司令部で戦況を確認中、マレー沖海戦の吉報が届く。現地でシンゴラ・インド人協会の大会を開き、宣伝活動を開始。200名のインド人が集結した。乗用車でアロルスターに進出すると、プリタム・シンは車から降りて藤原の前で10分間祈祷した。戦況が進み、投降する捕虜が増えると、F機関の増強が必要となった。新たにインド兵捕虜の扱いに慣れた国塚一乗少尉と、シンゴラ領事館の伊藤啓介 (外交官)がF機関へ着任した。石川の復帰はその直後となった。
藤原は英印軍の投降を促すため、降伏勧告用のビラ散布を第3飛行師団に依頼した。しかし航空隊側からは消極的な反応をされた。藤原は「ビラを英印軍のインド兵が読むように撒く方法もとったが、（第3）飛行団の遠藤三郎さんも私が頼みに行くと、ビラ撒きは嫌だ、パイロットは爆弾なら張り切るが、と言う始末でネ、それでも頼みこんでやっと引き受けてはくれたんだが、なかにはビラを束のままドカンドカンと落としてくるパイロットもいましたよ。とにかく、インド人が相手というよりも、日本軍を説得するのが第一よ。私らは（日本軍への）説得ができたら、この工作は成功するよ」と述懐している。
マレー西海岸のタイピンに進出した藤原は、現地華僑を懐柔し、水や電気の復旧を進める計画を立てた。そして華僑に日本の旗と青天白日旗を同時に掲揚させ、『和平建国』のスローガンを掲げて日本軍を迎えさせる企画を実施した。これは軍政担当参謀副長から承認を得たものだったが、青天白日旗掲揚が幕僚間で不評を呼び、Ｆ機関は華僑工作の任務から外された。藤原は「インド人てのは複雑な性格を持っていてネ、煮ても焼いても食えないぐらいです。しかし、私らとはうまくいった。反対に私らと華僑とはうまくいかなかった」と華僑工作の失敗を振り返っている。川本彰は青天白日旗の掲揚自体が、華僑の意識的な反抗である可能性を指摘し、藤原の融和政策には賛成しえないと厳しく評価した。

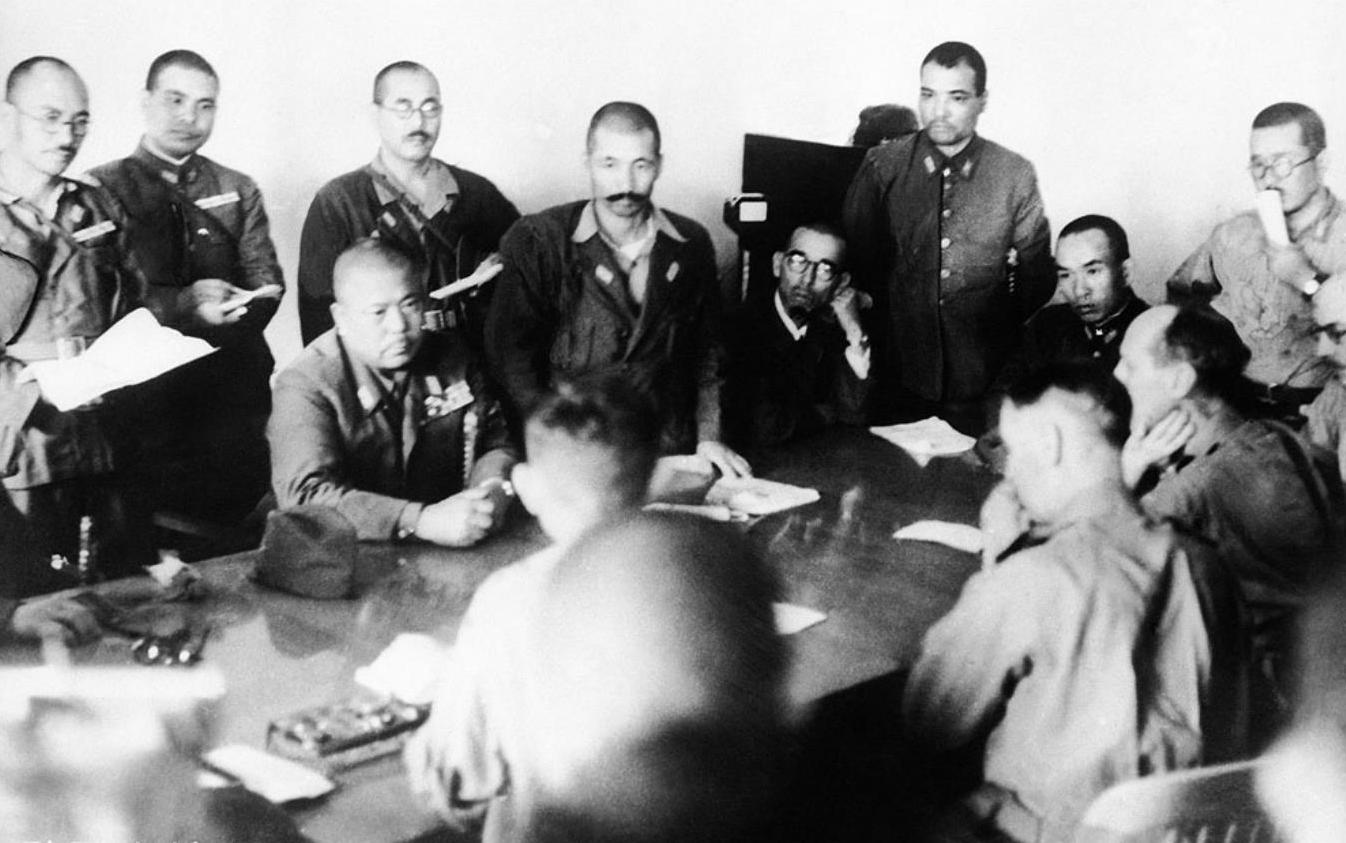
1942年2月15日、シンガポール。山下奉文中将と降伏交渉を行うパーシバル中将
右から三番目、立って両手を後ろに回しているのが藤原。机の上に両腕を置いてイギリス側を睨んでいるのが山下奉文将軍。

1941年10月、駐バンコク大使館武官室勤務として開戦に先駆けて当地に入った藤原は、南方軍参謀を兼ねる特務機関の長として、心理戦を行った。若干十名程度、増強を受けても三十人ぐらいの部下だけで、藤原はかなり幅広い任務を与えられた。その内容は、極端に言えば、マレー人、インド人、華僑等を味方にすることである。その一環として福岡県筑紫郡出身で2歳からマレーシアに暮らす谷豊を諜報要員として起用したのもF機関であった。谷は死後、「マレーの虎（ハリマオ）」として日本で英雄視されることになる。

#### モーハン・シン大尉との出会い

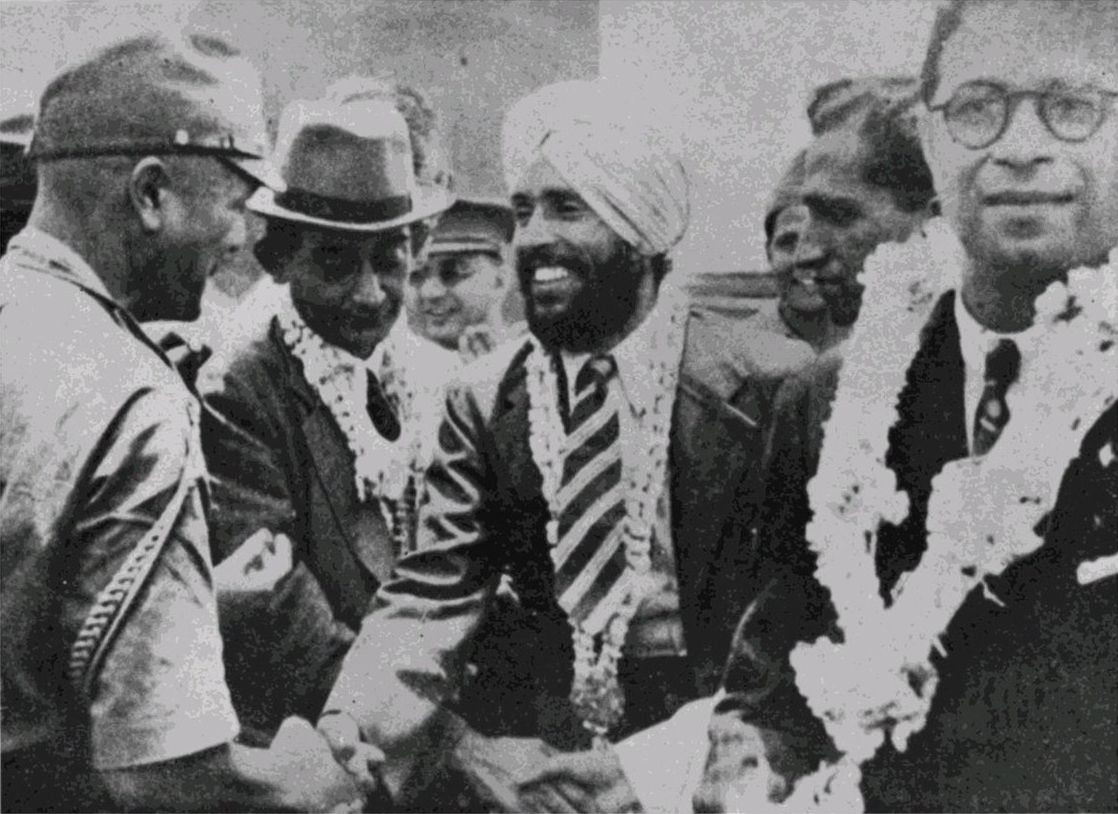
藤原と握手を交わす
モーハン・シン大尉（1942年）

F機関と藤原の最も大きな功績は、インド国民軍の創設である。当時タイに潜伏していたジャニ・プリタム・シン・ディロン率いる亡命インド人のグループと接触して、彼らを仲介役として藤原は英印軍兵士の懐柔を図った。藤原は、降伏したインド人兵士をイギリスやオーストラリアの兵士たちから切り離して集め、通訳を通して彼等の民族心に訴える演説を行った。この演説は（日本についての歴史的評価がどうであれ）インド史の一つのトピックである（w:The Farrer Park address）。
F機関がアロルスターに進出すると、懐柔工作で演説していたプリタム・シンのもとに、タニコンの村に英印軍の一個大隊が逃げ込んだ情報が現地シーク人から寄せられた。情報提供者は裕福なゴム林の所有者であった。この大隊は疲労して空腹状態にあり、アロルスター占領の事実を知って戦意を失っている状態であることのことだった。この部隊は大隊長フィッツパトリック中佐だけがイギリス人で他はインド兵あった。1月14日未明、藤原はプリタム・シン、土持大尉、太田黒通訳の3人を伴い、自動車で非武装のまま村へ向かった。そこで藤原はフィッツパトリックを説得し、降伏に成功した。この時、藤原は武装解除を手際よく進めたインド人将校、モーハン・シン大尉に強く注目した。
藤原とプリタム・シンはインド人将校全員を植林地の家へ招き、日本軍の目的とインド独立闘争の計画を説明した。将校を納得させると、植林の所有者からトラックを借用し、Ｆ機関の旗を振りながら彼らをアロルスターへ移送した。道中旗を見たインドの落伍兵が乗り込んできた。藤原は疲労し、隣のインド人の肩に頭が落ちてくるような状態だった。アロルスターの警察宿舎に到着すると、インド将兵はそこで収容されることとなった。この時町の治安は乱れ、マレー人やインド市民が華僑の家を襲撃している状況であった。藤原はモーハン・シンの器量を見込み、空白になった市の治安維持を彼とその部下に命じた。そしてアグナム大尉を治安隊長に命じ、80名を数名ずつの班に編成し、こん棒と手錠を武器代わりに出動した。モーハン・シンの力量を見込んだ藤原は、日々増えるインド兵捕虜を見て革命軍を組織するまたとない機会と判断し、モーハン・シンに奮起を促した。モーハン・シンは対英武力闘争の条件として以下の内容を提示しインド国民軍の編成をに着手した。モーハン・シンは、ビルマ戦線の英印軍の回収を提案し、土持大尉、石川通訳、北村通訳、ランスループ少佐らを現地へ派遣させた。シンガポール陥落の時点でインド国民軍は最終的に5万人規模となった。期待以上に大きくなったインド国民軍は、一少佐の手に余るものであった。

#### インド国民軍創設
藤原はF機関の活動の中で日本軍のインド兵に対する無理解や偏見に度々遭遇した。そのことについて後年「まあ（日本人は）島国に長い間住んでいたんだし、インド人やマレイ人がどんな飯食ってるか、どんな顔してるか、どんな着物着てるかわからない。だから戦地では笑えないこともいっぱい起こる」と答えている。また、藤原は持論として「インド人やビルマ人は食事は手でつかんで食べる。日本人はそれをみて汚いなぁと思う。しかし箸で食べるのがおかしいのよ。軽業師みたいなもんだ。それを箸を無理に持たせるようなおせっかいをやく。日本人は花といえば桜でなくちゃいかんという気持ちが強い。しかし、人の愛しとるバラもまた花なんだ。そういうことがわからなかった」と語っている。藤原の対応を過度だと叱責する者もいた。「ある参謀が、日本人すら飲めないミルクをインド人に飲ませるとは何事か！と怒ったこともある。でもヒンズー教でないインド人にとっては、みそ汁みたいなものですからね。大佐クラスの物のわかっている筈の人で、あんなクロンボに何ができるかい、と平気で言う人もいましたからね。ちょっと親しい人になると、藤原、そんなつまらんことはやめろ、と忠告してくれたり……塚田参謀は私のことをいろいろ気にかけてくれた人ですが、その人すら、日本に所要で帰る途中、台北の旅館で、お前を参謀会議によぶから、あれはやめろ、と言いましたね。これは私のことを思って言ってくれたわけですよ」。
藤原はインド国民軍の運用に悩まされた。南方軍の中では発言力がなく、辻政信らからは「藤原、オマエのところは兵力が余っているようだから、スマトラを占領して来い」「あいつら土方に使え」と勝手なことを言われる立場であった。藤原は辻があまり好きではなかったようだが、辻は藤原に好意的で、藤原の部下の山口を盲腸から救ったこともあった。また、シンガポール陥落後、現地で結成されたインド国民軍師団の中に英軍の高射砲を有する部隊があった。これに目を付けた参謀本部は、東南アジアからの資源物資を日本へ輸送するにあたり、各輸送船に１、2門の高射砲と兵士を配置させるべくインド国民軍に協力を求めた。しかし、インド兵は祖国独立を望んでおり、日本軍の作戦に強制的に協力させられるのは協定違反だと主張した。モーハン・シンの通報で港に駆けつけた藤原は、輸送船を前に乗船を拒否し、何時間も波止場に座り込み、無言で抵抗するインド将兵らを目撃した。この抗議により参謀本部は命令を撤回したという。インド国民軍側も「すぐにインドに向かいたい」「日本軍と同列で戦いたい」「もっと武器をくれ」と要求してくるため、少佐では力不足と判断され、F機関の役目は岩畔機関が引き継ぐ形となった。1942年4月28日夜、モーハン・シンの邸宅で藤原の送別会が行われた。翌朝、藤原がカラン飛行場からサイゴンへへ向かう際にはインド国民軍の軍楽隊と一個大隊の儀仗隊が堵列し、将校や独立連英幹部、マレーの青年らが花輪を持ってつめかけていた。
藤原は天津疎開封鎖事件やジャワ謀略放送で成果をあげていた長笠原栄風を評価していた。報道班員として徴用されていた長笠原は帰国を待ち望んでいた。1942年10月末に報道班員の帰国が下ったが、この時藤原が長笠原を帰国リストから除外してきため、ひと悶着が発生した。長笠原の抗議に対し、藤原は「どうしてもきみは必要だからのこってくれ」とシンガポールへの残留をすすめたが、長笠原は「残りたくありません」と一蹴、宿舎へ帰宅してしまった。翌日、藤原は朝の散歩のついでに長笠原のいる宿舎へ寄り、馬上から「長笠原、残れ」と呼びかけるようになった。この時長笠原は「嫌です」と答えたため、藤原は去ったが、翌日も同じように呼びかけに来た。そうした問答が3日続いた。4日目になって長笠原は観念し、藤原がシンガポール在任中のときだけ現地に残ると条件付きで妥協した。
モーハン・シンはインドに新妻を残しており、英国からの圧迫を気にかけていた。また、「われわれは日本軍の傀儡でも手先でもない。ただ同盟国の軍隊として援助を仰いでいるだけだ。それが山下将軍とわたしとの約束であったはずだ」とかたくな態度をとった。ラース・ビハーリー・ボースも岩畔も日本側、インド国民軍側の中間に立って苦慮したが、モーハン・シンはビハーリーを日本の傀儡とまで非難し、岩畔機関に反抗した。この反抗は東條英機の耳にも入り「岩畔の野放図さかげんにもほどがある」と怒鳴ったという。また、南方総軍では、ビルマ方面の戦力増強を図るためインド国民軍の輸送が企図された。ビハーリーは兵員の乗船命令を発したが、モーハン・シンは日本側に誠意ある対応が期待できないことを理由に拒否した。ギル中佐は岩畔に配慮するため対印諜報機関を結成しバンコクで活動した。ところがその一員でギルが最も信任していたディロン少佐が英軍側へ逃亡し、通牒の内容がニューデリーの短波放送で宣伝された。これはビハーリー率いるインド独立運動が日本の傀儡だと批判し、インド独立連盟内部で対立抗争が激化しているといった内容であった。ギルは嫌疑がもたれ、岩畔、藤原らの前で訊問させられた。問答後、岩畔は「よおし、これまで。直ちにギル中佐及び配下の組織員は憲兵隊に連絡し、逮捕拘置せよ」と厳命を下した。ギルはシンガポールで投獄された。岩畔はビハーリーと協議し、反乱の危険があるモーハン・シンの逮捕を決定した。そして説得役として藤原が買って出た。藤原は日課の乗馬運動の帰りにモーハン・シンの官邸へ向かった。密談はモーハン・シンの個室で2時間続けられた。モーハン・シンは「あなたがタイピンでぼくと約束したときは、こんなはずではなかった」と失意を明かした。藤原は「ぼくが微力なばかりに……申し訳ない」と謝罪した。二人の目には涙があふれ、男泣きに泣きながら別れを惜しむこととなった。モーハン・シンは諦めきったように「藤原さん、私はあなたの顔をみてしまっては、何もいえません。俘虜の私を救って下さったのはあなただけでした。熱心に決起を促したのもあなたでした。私はまたもとの俘虜の身にかえりましょう」と言い、寂しく自嘲の笑をもらしたという。藤原はモーハン・シンが尊敬していたスバス・チャンドラ・ボースをドイツからシンガポールへ一日も早く迎え入れることを約束し、インド国民軍の解散を防いだ。1942年12月21日、モーハン・シンはビハーリーの命令で岩畔機関長官邸に出頭した。ビハーリーと岩畔は強張った表情で、2階の応接室に突っ立っていた。インド国民軍司令官の罷免を通告させられたモーハン・シンは官邸を出るや憲兵に連行されウビン島へ流刑となった。モーハン・シン流刑先について田中正明はシンガポール攻略の際、近衛師団とともにモーハン・シンが部下を率いて上陸し、夜襲をかけた場所であったと記述している。F機関員の国塚一乗は同年末にモーハン・シンを慰めるためインドの食品を用意して同島を訪れている。モーハン・シンは遠戚のラタン・シン中尉や召使いと過ごしており、鶏をつぶして国塚に夕食をふるまった。藤原もその後二度モハーン・シンがいる二階建て住居に果物や缶詰を持ち込んで訪問し、小川三郎少佐や伊藤啓介もモーハン・シンの世話をした。モーハン・シンはその後スマトラ島の山中に移され、そこで終戦を迎えた。
スマトラ島での同種の活動の後、藤原はビルマ方面軍の参謀を経て内地でも参謀業務を行っている。

#### インパール作戦
1944年2月中旬、インパール作戦に先立ち、各師団に従軍する宣伝班員の壮行会がメイミョーで行われた。催しは第十五軍将校集会所の大広間で行われ、朝日、毎日、読売、同盟の記者、カメラマン、連絡員、報道関係の軍人を加えて30名であった。この時藤原は「今夜は何もありませんが、ゆっくりと飲み、かつ語り合いたいと存じまして、このささやかな壮行会を催した次第であります。申すまでもなく今度の作戦の成否はひとりビルマ方面だけでなく、日本の全戦略にとっても重大な意義を持つものであります。印緬方面は有名な悪疫流行の地でありますから、前線に出られる方々は十分に留意して活躍してください。新聞社の皆さんに理屈をくどくどのべるのもおかしいので、私の挨拶はこれくらいにして乾杯をします」と言って型通りの乾杯を行った。藤原はねえさんかぶりになって風呂敷包みを背負って、当番兵の唄う「九段の母」に合わせて踊って拍手を浴びた。これがきっかけで記者たちは自己紹介を兼ねて隠し芸大会に入り、夜の更けるのも忘れて歌い続けた。尚藤原はこの時の自身を「無芸無粋の朴念仁」と評しているが、同席した松本明重は藤原の「必死な哀歓を英霊に訴える」姿に感激し溢れる涙で汲み取ったという。その後2、3カ月後、宣伝班は悲惨な敗残部隊となった。
陸軍特派員の丸山静雄によると、カボウ谷地で戦死した日本兵を見て「かわいそうに」と号泣しながら遺体を運ぶ藤原が目撃されている。
ビルマ方面軍の参謀として1944年のインパール作戦に参加中、藤原の下に第15軍司令官の牟田口廉也中将が「作戦の失敗の責任を取って、腹を切って陛下や死んだ将兵にお詫びしたい」と相談してきた。これに対し藤原は「昔から死ぬ、死ぬといった人に死んだためしがありません。 司令官から私は切腹するからと相談を持ちかけられたら、幕僚としての責任上、 一応形式的にも止めないわけには参りません、司令官としての責任を、真実感じておられるなら、黙って腹を切って下さい。誰も邪魔したり止めたり致しません。心置きなく腹を切って下さい。今回の作戦（失敗）はそれだけの価値があります」と答え、牟田口は悄然としたが自決することはなかった。1952年、インパール作戦の非難に耐えきれなくなった牟田口は、藤原の自宅を来訪し助言を求めにきたという。藤原は「武運が軍に背を向けた悲運は無念ですが、矢張りこの責任は閣下に負っていただなかなければなりません。敗軍の将は兵を語らずと申します。閣下は生涯黙して語らずに、只管自責の悟道に徹してください。そして麾下戦没将兵の冥福を只管に祈念精行してください」と訴えた。数ヶ月後、藤原の前に現れた牟田口は「自分の立場を表明もせずに世を去ることは、後世の史家を誤らせる」と主張してきた。藤原は隠忍自重を求めたが、牟田口は納得しなかった。そこで藤原は思い切って、あくまで研究資料として回想録を執筆し、30年間公表しないことを前提に国会図書館に納めてはどうか、と提案したという。1962年秋、第12師団に在勤していた藤原のもとに、牟田口から一通の封書が届いた。封書には、バーカー元イギリス軍中佐のインパール作戦成功の可能性に言及した来信が同封されていた。この頃を境に牟田口は自己弁護活動を行うようになり、藤原は失望と悲しい思いになったという。自信を取り戻した牟田口は、藤原に自衛隊幹部の前で講演する機会を設けてくれと要請してきた。藤原は即座に断った。

#### 本土決戦
1945年4月末、畑俊六傘下の第二総軍の作戦主任参謀として広島に赴任する。その後南九州の防備が手薄なため、宮崎県財部の第五十七軍高級参謀となる。この異動により藤原は広島市への原子爆弾投下に巻き込まれずに済んだ。沖縄陥落直後、九州防衛を任された藤原は鹿屋特攻基地の宇垣纏中将に視察用の航空機を手配し、種子島の守備状況を視察した。既に本土は敵制空権下であったため、藤原が搭乗していた機体は海軍軍人を乗せて撤収した。2日間の視察を済ませた藤原は、原隊に戻るため二百トン程の小型輸送船へ便乗した。船は鹿児島に疎開しようとしていた老人、患者、児童200名余りで占められていた。出港から夜半を過ぎた頃、馬毛島の岩礁事故が発生し、船内は大混乱となった。藤原は船員を激励し、乗船していた患者や子供らを担がせて夜明け前までに島へ上陸させた。夕刻に味方の偵察機が飛来し、夜間までに高速艇が迎えに来たため、無事帰還することができた。戦争が長引き、本土決戦で米軍が上陸した場合は、霧島山で敵と刺し違えるか、山中で切腹する予定でいた。

### 戦後
終戦時、藤原は九州の病院に入院していたが、そこに偶然、チャンドラ・ボースの飛行機事故で負傷した軍人が転院してきて、彼の死亡を知った。藤原は衝撃を受けたという。
やがてGHQ経由でイギリスの出頭命令を受け、1945年11月、インドまで赴く。そこではインド国民軍に参加したインド人将校たちを反逆罪で裁く裁判が行われており、その証人として呼び出されたのだった。しかしインドでは独立を求めてインド人たちの行動が活発化しており、この裁判に抗議する十万人規模のデモが繰り広げられ、軍艦を占拠されたりするような状況で、結局この裁判はうやむやのままに打ち切りとされた。
その後は藤原を戦犯とする裁判が始まった。1946年3月、ラングーン経由でシンガポールはチャンギーの刑務所に送られ、尋問を受けた。その尋問はとても厳しいものだったという。幸いにも、有罪とはされなかった。この後、さらにクアラルンプールで別のイギリス軍組織から、すなわちイギリス軍情報部から、F機関とインド国民軍結成について取調べを受けた。尋問官は藤原の功績をglorious success（輝かしい成功）と評価し、自身経験もなく、人員も不十分なのにもかかわらずそれを成しえた理由を聞きたがった。藤原自身その理由はよくわからなかったが、とにかく自分は誠意を持って彼らに接したんだということと、イギリスの統治に無慈悲なところがあったからではないか、と考えながら説明したという。

#### 自衛隊
1947年6月、日本に戻った藤原は復員局の戦史部に在籍した後、公職追放を経て、1955年10月、陸上自衛隊に入隊した。
1956年8月、希望して陸上自衛隊調査学校の校長に就任し、自衛隊情報部門の育成に努める。その後、第12師団長、第1師団長を歴任した。
小平調査学校校長時代、藤原は戦後も中野学校式教育を継続したが、米軍のCICを推奨する松本重夫から「岡っ引き情報」と批判され対立していた。（ただし、藤原も中野学校式教育の踏襲だけでは近代謀略に立ち遅れることを恐れ、1958年、調査学校にグリーン・ベレー方式を導入していた。）藤原はインパール作戦など自身が関わった作戦に関する研究を他人にやらせなかった。松本はインパール作戦の開始日がなぜ英軍に知られたのかを注目し、重要な研究課題と称して当時の藤原の周辺を密かに調査し、藤原の近くにいた方面軍司令部の通信隊長からも状況を詳しく聞き出したという。松本は藤原の参謀室から情報が漏洩した可能性が極めて高いとし、藤原の名前を伏せつつインパール作戦の情報漏洩問題を研究報告としてまとめた。それを知った藤原は松本を敵視し、調査に関わった者全員に圧力をかけたという。また、松本は陸軍士官学校の同期だった押田敏一から内閣調査室の要員にならないかと誘いを受けた。藤原はこの動きに不満を持ち、松本を呼び出して「お前は裏で内調へ移りたいという運動をしているのか？」と問いただした。松本は「いえ、向こうから来ないかという誘いがありましたから、かまわないと言ったまでですが……」と返答した。藤原は「お前は変な情報のことばかり頭に入っているようだ、野外令を一から勉強してこい」と不満を示した。松本は「野外令は誰が書いたかご存じで？」と反論し、「知らん！」との返事に「平野さんと曲さんと私ですよ」と返した。「そんなことはどうでもいい、向こうの教官に習ってこい！」「その教官に野外令の普及教育をしたこともありますが……」揚げ足をとられる形となった藤原は怒り狂い、松本は調査学校から幹部学校学生へ飛ばされた。また、松本は自著で第12師団団長時代の藤原の失態をあげている。戦車（特車）部隊の移動命令時、キャタピラをゴムに変え公道を移動させる必要が生じた。この時大隊長だったTは藤原に時間不足で予定を変更する必要があると進言したという。藤原は「実戦でそんなことが許されるか！」と強行を命じた。それが原因で車体が滑り事故が発生したが、責任は藤原ではなくTが負い処罰が下ったという。尚、この隊長の本名、事故の状況、時期や現場について等の詳細を松本は記述していない。また藤原も心残りがあったのか、最晩年に出版した『留魂録』の後記で恩顧の方々の一人として松本の名をあげ、回訓に記載できなかったことを悔やむ記述を残している。
陸軍報道班員だった棟田博によると、藤原は新聞報道関係者の間で「文化人」として、いたって評判の良い参謀だったという。棟田は、「初対面でもまことに気やすく話ができた印象がある」と述懐しており、ラングーンでは無理な請いにも快諾し、チャンドラ・ボースを紹介してくれたという。戦後、棟田の小説だった『拝啓天皇陛下様』の映画化が決まり、相馬原駐屯地のロケの申し出に藤原は「棟田さんの作品なら…」と快く応諾、自衛隊員100名あまりをエキストラとして提供した。
1963年1月、藤原は知事の要請で数百人の自衛隊員を動員し、長岡市の鉄道除雪に従事した。いわゆる昭和38年1月豪雪である。藤原は雪の特性を知らず「雪はコンクリートのように硬い。最悪の場合は火炎放射器を使わざるを得ない」と塚田県政に説明した。
1964年5月3日、藤原は豪徳寺に身を寄せる今村均を訪ねた。そこで戦時中、ジャワで今村の乗用車を運転していた兵士が復員後に、誤って強盗殺人を犯し無期懲役となったこと（米俵を窃盗中組み伏せられ、振り払おうとした手が老人にあたり心臓麻痺で死なせた）、更にその息子が復讐で農事小屋に放火し、仮釈放後今村が世話をした話を聞かされた。藤原は「世に勇将、驍将、豪将、智将といわれた将帥は少なくありませんが、このような聖将は稀ではありますまいか。われわれは、今村大将のようなご心境になかなか到達できません。生涯かかっても、その百分の一にも達することができないでしょう」と今村を評している。
この頃、藤原は新聞記者から「イワノウィッチ」とあだ名を付けられた。1966年1月、依願退職。

### 除隊後と戦後の外交活動について
藤原はまだ制服を脱ぐ前から東南アジア諸国について個人的に活動を行っていたが、退職して自由になると各地を訪問して現地の要人と関係を深めた。インドネシア情勢について、スカルノ失脚不可避の見通しを外務省より先に政界に伝えたといわれる。
インドネシア独立の英雄でもあるスカルノ大統領は、その在職が長期化するとともに、当初の清廉さを失い汚職にまみれ、盟友だったモハマッド・ハッタ副大統領まで諫言辞任した。1965年9月に起きた親中国派によるクーデター事件（いわゆる9月30日事件）後も米国はスカルノ続投支持の方針であったが、藤原岩市は中島慎三郎らとともにスカルノを排し、1966年（昭和41年）のスハルト政権誕生に力を尽くした。
藤原と三島由紀夫の関係について、山本舜勝は、三島のクーデター計画に藤原も関わっていたと著書で書いているが、その信憑性は不明。藤原は田中清玄に紹介されて三島と知り合い、自衛隊各所への紹介を行ったのは事実のようである。
1971年：第9回参議院議員通常選挙に自由民主党公認で全国区から立候補するが落選した。落選後、1973年に藤原アジア研究所を設立。所員には元F機関員もいた。藤原にはＦ機関の関連で沢山の人脈が残った。かつての仲間や部下、大川塾出身者や大陸浪人のような者が藤原に情報をもたらした。
1973年3月26日、藤原は中部太平洋諸島第一次特別慰霊遺骨収集派遣団の顧問班として松本明重、糸山英太郎らと共にグアム島、サイパン島へ渡る。8月1日、藤原は離団帰国。松本ら一行はペリリュー島へ向かった。
1975年3月10日から19日にかけ、インパール州マニプール、ナガランドにて第一次インド方面遺骨収集を主催。当時同地域は治安が不安なためインド政府側から反対があったが、藤原の働き掛けにより実現したものだった。団体行動以外の禁止、限られた作業時間の中、現地住民の協力により353柱を収集。帰国後4月24日、藤原は遺骨収集報告のため東宮御所に参上。当時皇太子であった明仁上皇からお言葉を賜わる。
1978年4月17日、NHKテレビで月曜特別番組として、「進め！デリーへ」と題した番組が放送された。これは磯村尚徳をはじめ取材陣が現地したもので、藤原の斡旋でインド国防軍当局や、英軍事裁判の被告であった将校、当時ボース記念館を運営していたチャンドラ・ボースの甥の全面的な協力を得たものであった。番組では藤原のインタビューの他に国会議員に出世していたモーハン・シンも登場し、インド人将兵に向けたファーラー・パークでの演説をNHKの依頼で本人自ら再現した。収録は1分を予定していたが熱演のあまり5分過ぎても終わらず、広場一面にヒンズー語が響きわたっていたという。尚、NHKが組織的、計画的に番組の保存を始めたのは1981年からであり、本番組はその前に撮影されたため映像が現存するかは不明である。
藤原はインドネシアを東南アジアの天王山と評し、同国が赤化すれば日本も「共産圏あるいは米陣営に、決定的に依存隷属を余儀なくされる」と地政学的な見解を示している。また、スカルノ政権の支援は中国共産党やインドネシア国内の容共華僑の増大に繋がるとして、当時の外務省や商社、デヴィ・スカルノの活動に否定的であった。藤原は何度もジャカルタに行き、現地のデモを見て「スカルノは民族の敵になりました。日本はスカルノを支援してはなりません。デビー夫人（デヴィ夫人）はPKI支援演説をするので学生に嫌われています。日本はスカルノへの援助を中止してください。デビー夫人は物欲、政治欲の塊で咽喉に刺さった棘です」と福田赳夫、高杉晋一に報告したという。藤原はデヴィ夫人に対し「色魔」と自著で表現している。
藤原は東南アジアだけでなく、東アジア情勢についても言及を残している。中華人民共和国に対して「アジア人をしてアジア人と戦わしている元凶は中共であり、共産勢力であると思います。朝鮮民族と朝鮮民族、日本の国民と日本の国民、印度人とパキスタン人を嚙み合わさせる、またインドネシア人を二つに分けて、泥沼の共産革命を企画し、さらに、親と子さえ嚙み合わさせる―これは、共産主義戦略の基本タイプです。そういう残忍にして、陰惨な戦略をとるのが共産主義であり、中共なんだという実態を、よく見極めるべきであります。」「われわれは平和を求めているのですから、敢えて中共を刺激する必要はありません。しかし、中共の問題は、これからが大変です。」「台湾が、中共に併合されることはあり得ることです。その時には、中共は日本をカバーする完全な核武装を持つことでしょう。」等と強い警戒心をみせている。藤原は中国がアジアの将来を決定的に左右する存在だとして「民主中国に回復することが絶対必要な命題」と主張した。また当時杭州、上海、四川、潘陽で起きた工員のストライキや、文化大革命や軍の権力闘争、ソ連との対立などの情勢不安を「民主中国光復の光明」と見なした。しかし、藤原が没した40年後も中国共産党は国家体制を維持し続けている。
毛沢東について藤原は「共産革命の同志を次々謀殺、追放しつくした者は稀代である。スターリンもこれに及ばなかったのではないか」「正に先年群馬県下で摘発された赤軍リンチ虐殺事件の図である」「蒋総統とは正に雲泥の相違」「スターリン同様批判を浴び、水晶棺の屍が鞭打たれること無しとしないと思われる」と酷評した。
藤原は金日成を「民衆に領主様と尊称させ、絶対神話化を強いる」人物だと評し、ストックホルムで北朝鮮大使が麻薬密売をした例を挙げ「前代未聞の醜態」と批判している。またインドで北朝鮮大使館員の家賃滞納騒動が起きた騒動から外貨枯渇を指摘している。藤原は朴正煕大統領の「民主主義にも国籍がある」という発言について「日本を基地とする北鮮のスパイ、謀略分子の活動が野放しに放任されている数々の事実に深い不満がかくされている」と指摘した。。
記者の市川宗明の取材に対し、藤原は「自衛隊に中野学校はない。ないというより、出来ないといったほうが適当でしょう。第一、自衛隊はまだ軍隊ではないのです。中野学校では女房ももらわない、命もいらない、カネもいらない、ただ国家の捨石になろう、というのでしたが、そんなこと、いまではできませんよ」と語っている。調査学校の部下だった木村武夫によると、正月に隊規で残留している営内居住隊員を自宅に呼び、藤原ら家族一同で料理を振舞っていたという。藤原自身も料理をしていた。

### 晩年
1978年4月29日、勲三等瑞宝章受章。また1980年9月には全国戦友会連合会会長に就任した。
藤原は愛煙家で、後の義弟となる青柳吉里に対し「君も高等学校に入ったのだから煙草くらい吸わなければ」とキャメルのタバコを勧めていたという。晩年、体を崩した際も青柳にセブンスターをねだり「肺がだんだん死んでいくんだよ」「出来ることは好きな事をやった方が良いね」「まだ美味しい」と語っていた。
1985年12月9日、藤原の健康見舞いの目的でパキスタンから、チトラール王家の末裔で元インド国民軍兵士のシャハザータ・ブルハーヌッディーンが来日。シャハザータはシンガポール陥落後に補充隊のキャンプへ送られ、そこで藤原からお茶とビスケットをご馳走された。シャハザータは当時について「インド人たちはいつもアジア人のことをAsiaticsと呼んでいた。それは英語では軽蔑のことばであったが、彼らは本当の意味を知らないでをAsiaticsと口に出していた。藤原将軍はこれを好まず、彼らにAsianという言葉を教えた」と証言している。戦後藤原は3度パキスタンを訪問し、シャハザータら元インド国民軍兵士たちと会合している。
1986年2月24日、胆のうがんのため武蔵野赤十字病院で逝去。告別式は善福寺で行われた。叙・従四位。

## 著書
- 『F機関』原書房、1966年
  - 『藤原機関　インド独立の母』原書房、1971年。新版
- 『大本営の密使‐秘録 F機関の秘密工作』番町書房、1972年。各・読みやすくした版
- 『F機関　インド独立に賭けた大本営参謀の記録』振学出版（星雲社）、1985年
- 『F機関‐アジア解放を夢みた特務機関長の手記』バジリコ、2012年。ISBN 978-4862381897
- 杉田一次との共著『スイスの国防と日本』時事通信社、1971年
- 『留魂録』振学出版、1986年

関連出版
- 『藤原岩市追憶』藤原吉美 編（私家版）、1988年
- 岡部伸『至誠の日本インテリジェンス　世界が称賛した帝国陸軍の奇跡』[161]ワニブックス、2022年

## 家族親族
- 義父 青柳緑（陸軍大佐）
- 娘婿 冨澤暉（陸上幕僚長）